# Elastam
L'elastane (o elastan) o spandex è una fibra sintetica di poliuretano molto utilizzata per elasticizzare i tessuti.
Dai consumatori è più conosciuta attraverso i marchi commerciali: Lycra (Invista), Elaspan (Invista), Dorlastan (Asahi), Roica (Asahi), Linel (Fillattice), RadiciSpandex (Radici Group), Creora (Hyosung).

## Storia
I primi studi sui poliuretani risalgono al 1937, presso i laboratori di ricerca della tedesca Bayer. Lo scopo era di trovare un'alternativa sintetica alla gomma, materia prima necessaria alle politiche di riarmo della Germania ma che doveva essere importata. Nel 1939 Paul Schlack sintetizzò un polimero ad alto peso molecolare dotato di proprietà elastiche.

La prima fibra poliuretanica dovette aspettare il dopoguerra e fu prodotta nel 1951 da W. Brenschede, attraverso un procedimento di filatura a umido e fu denominata inizialmente Vulkollan, marchio ancor oggi utilizzato per altre applicazioni.
Negli Stati Uniti degli anni cinquanta la multinazionale DuPont fece grandi investimenti nello sviluppo di una fibra elastica e nel 1959, grazie al lavoro sui poliuretani di Mark Dagenkolb Snyder e Joseph Clois Shivers, mise a punto un procedimento di filatura a secco e produsse la prima vera fibra elastica a base poliuretanica, che sarà resa effettivamente disponibile sul mercato nel 1962 con il marchio Lycra.

La neonata tecnologia permetteva di produrre solamente filo dal titolo relativamente grosso e le prime applicazioni si limitarono alla corsetteria e alle calze medicali, ma già nel 1964 lo stilista fiorentino Emilio Pucci presentò un costume da bagno elasticizzato con Lycra.
La concorrenza non rimase inerte e, nel 1964, la tedesca Bayer mise in commercio la propria fibra poliuretanica sotto il marchio Dorlastan, mentre l'offerta si arricchiva di filati sempre più sottili. Ma la vera impennata del mercato arrivò nella seconda metà degli anni sessanta, quando gli elastomeri cominciarono ad essere largamente impiegati nella produzione delle calze da donna, grazie anche all'allora dilagante moda della minigonna. Come le calze, molti altri settori dell'industria tessile sono stati letteralmente rivoluzionati dalla massiccia introduzione di questa fibra.
Nonostante l'aumentata diffusione, la fibra poliuretanica si manteneva un prodotto relativamente costoso, ragion per cui l'uso era normalmente limitato a prodotti ad alto valore aggiunto. Sul finire degli anni novanta un forte aumento di produzione, una guerra al ribasso e la crisi economica ne hanno frazionato il prezzo, rendendo l'elastam conveniente anche in prodotti più standard. Gli anni 2000 hanno visto la definitiva uscita dal settore di multinazionali del calibro di DuPont e Bayer che hanno ceduto rispettivamente a Koch Industries (2004) e Asahi KASEI (2006).
In Italia il filo elastam era prodotto fino al 2008 dall'italiana Fillattice a Capriate San Gervasio (BG), mentre la coreana Hyosung Corporation ha installato un impianto di orditura a San Giuliano Milanese (MI). RadiciGroup è una multinazionale italiana, ma la sua produzione di fibra elastica era localizzata negli Stati Uniti. La presenza in Italia degli altri produttori è limitata alla commercializzazione e all'assistenza tecnica.

## Produzione

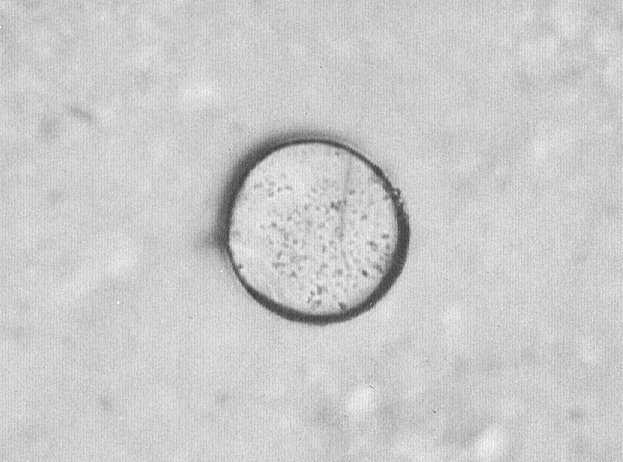
Sezione filo monobava (17 dtex)

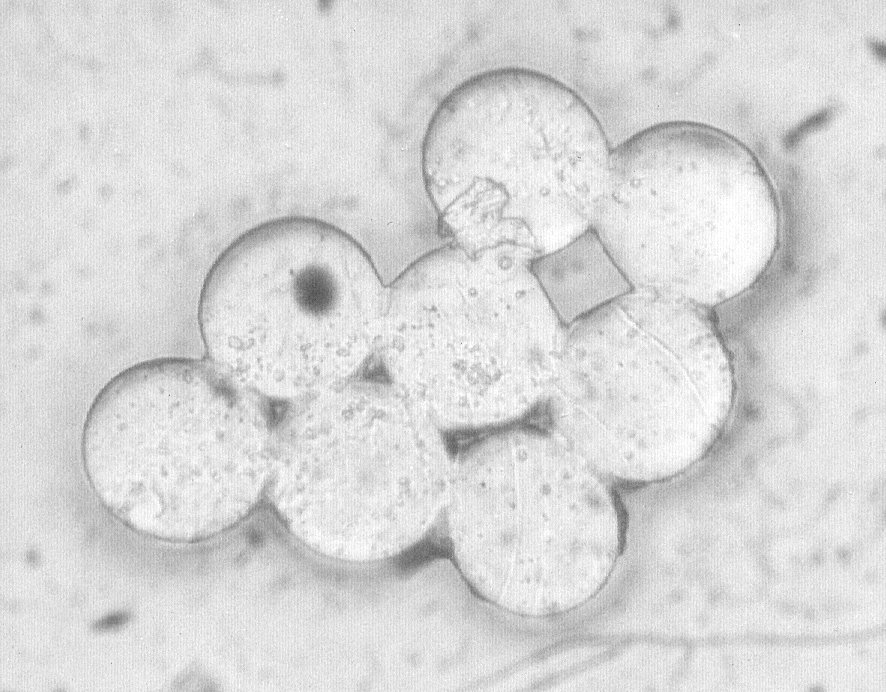
Sezione filo multibava (156 dtex)

Per definizione commerciale si intende per elastam una fibra sintetica elastomerica a bava continua costituita per almeno l'85% della massa da poliuretano segmentato. È prodotta estrudendo il poliuretano fuso o in soluzione attraverso una filiera in un impianto di filatura.
Le tecnologie di produzione sono quattro:

### Filatura a secco (dry spinning)
È il metodo di filatura più diffuso, nel mondo il 90% dell'elastam è prodotto con questo metodo.

Il poliuretano è prodotto praticamente al momento partendo dalle materie prime. La reazione avviene in due fasi, nella prima un poliolo è posto a reagire con un diisocianato per formare un intermedio chiamato "prepolimero", che verrà successivamente concatenato con ammine o glicoli.
Il poliolo è caratterizzato dal fatto di avere dei gruppi funzionali ossidrile (-OH) ad entrambe le estremità e costituirà la parte elastica della molecola; può essere un poliestere o un polietere o una miscela degli stessi.

Il diisocianato presenta invece alle estremità i gruppi funzionali isocianato (-NCO) e sarà la parte rigida del poliuretano. L'isocianato di gran lunga più utilizzato è il difenilmetano diisocianato (MDI).

La reazione avviene tra i gruppi -NCO e -OH per formare il legame uretanico e dato che il rapporto molare tra l'isocianto e il poliolo è di 2:1, il prodotto finale sarà un macrodiisocianato, cioè il prepolimero sarà una macromolecola avente gruppi -NCO alle estremità.
L'estensione di catena si ottiene aggiungendo al prepolimero delle ammine bifunzionali (H2N-R-NH2) che reagendo con i gruppi -NCO formano un ureico. La reazione esotermica incrementa il peso molecolare di centinaia di volte e con esso la viscosità; per poter mantenere il prodotto manipolabile la reazione viene condotta in un solvente adeguato e piccole quantità di ammine monofunzionali ne regolano la lunghezza finale. I solventi più diffusi sono la dimetilformammide (DMF) e la dimetilacetammide (DMAc).
Al polimero si aggiungono cariche inorganiche come il diossido di titanio per ottenere un filo bianco e additivi come degli antiossidanti per incrementarne la resistenza all'ossidazione e alla luce.
Il polimero così prodotto viene estruso attraverso una filiera in una cella cilindrica verticale dove un flusso di gas caldo (generalmente azoto) estrae il solvente per evaporazione. Il filo attraversa la cella ad una velocità tra i 5 e 15 m/s tirato da un rullo posto alla fine della cella. Un torsionatore ad aria posto prima del rullo impone al filo una falsa torsione per favorire la coalescenza delle bave. Prima di raccoglierlo su bobina il filo viene lubrificato con olio siliconico e stearato di magnesio (finissaggio) per facilitare la lavorazione nelle successive fasi di tessitura.

### Filatura a umido (wet spinning)
Il polimero prodotto come nella filatura a secco viene estruso in vasche orizzontali piene d'acqua calda dove il filo si forma per coagulazione. Dopo lavaggio, essiccamento e lubrificazione è raccolto direttamente su bobina. Rispetto alle filature dry o melt, la velocità di produzione è molto più bassa per l'attrito che il filo incontra muovendosi in un liquido piuttosto che in un gas. Richiede meno energia per la fase di filatura, ma risulta più oneroso il recupero del solvente perché miscelato a grandi quantità d'acqua.

### Filatura per fusione (melt spinning)
La materia prima, costituita da granuli di poliuretano termoplastico (TPU) viene plastificata in un estrusore riscaldato ad oltre 200 °C. La massa fluida è quindi spinta attraverso la filiera in una cella di filatura verticale dove incontra un flusso d'aria fredda che la solidifica. All'uscita della cella il filo, ormai formato, viene lubrificato e raccolto su bobina da una bobinatrice.
Diffuso soprattutto in Asia, è il processo a minor impatto ambientale dato che richiede meno energia e non utilizza solventi. In buona parte dei poliuretani, però, la temperatura di fusione, o anche solo di plastificazione, è superiore alla temperatura di decomposizione e questo pone dei limiti alla possibilità di agire sulla chimica del polimero, e quindi sulle caratteristiche finali.

L'impiego di materie prime in granuli (chips) permette inoltre di delocalizzare la produzione del polimero dalla filatura, strada non percorribile con le altre tecnologie.

### Filatura reattiva
In questo procedimento, la reazione di estensione di catena avviene al momento dell'estrusione. Il prepolimero, al 100%, alla temperatura di 70-80 °C è sufficientemente fluido da poter essere estruso in un bagno di soluzione contenente ammine polifunzionali. L'ammina presente nel bagno reagisce con i gruppi isocianato (-NCO) terminali del prepolimero formando un poliuretano a più alto peso molecolare. Questa tecnologia, ormai abbandonata per le basse caratteristiche elastiche, permette la produzione di filo monobava anche di titolo grosso.
La fibra è prodotta trasparente (clear), oppure bianca con l'aggiunta di cariche inorganiche; poiché il poliuretano è generalmente poco tingibile si produce del filato nero tinto in pasta (black) per la produzione di pizzi scuri, molto raramente altri colori.
Per la produzione di pannolini, si usa un tinto in pasta rosa o azzurro.
La produzione comprende una vasta gamma di titoli che vanno da 8 a 235 dtex per l'uso tessile e fino a 7.000 dtex per altri usi.
I titoli fino a 33 dtex possono essere prodotti a singola bava, mentre i titoli maggiori sono multibava (da 2 a diverse decine).
Il filo è commercializzato avvolto su bobina, subbio oppure in nastri intrecciati (knitted tape).
La resistenza al cloro (acqua di piscina) è scarsa, perciò un costume da mare è poco indicato per un uso in piscina. Esistono sul mercato fibre elastam specifiche per la resistenza al cloro adatte alla fabbricazione di indumenti per la piscina.

## Applicazioni principali

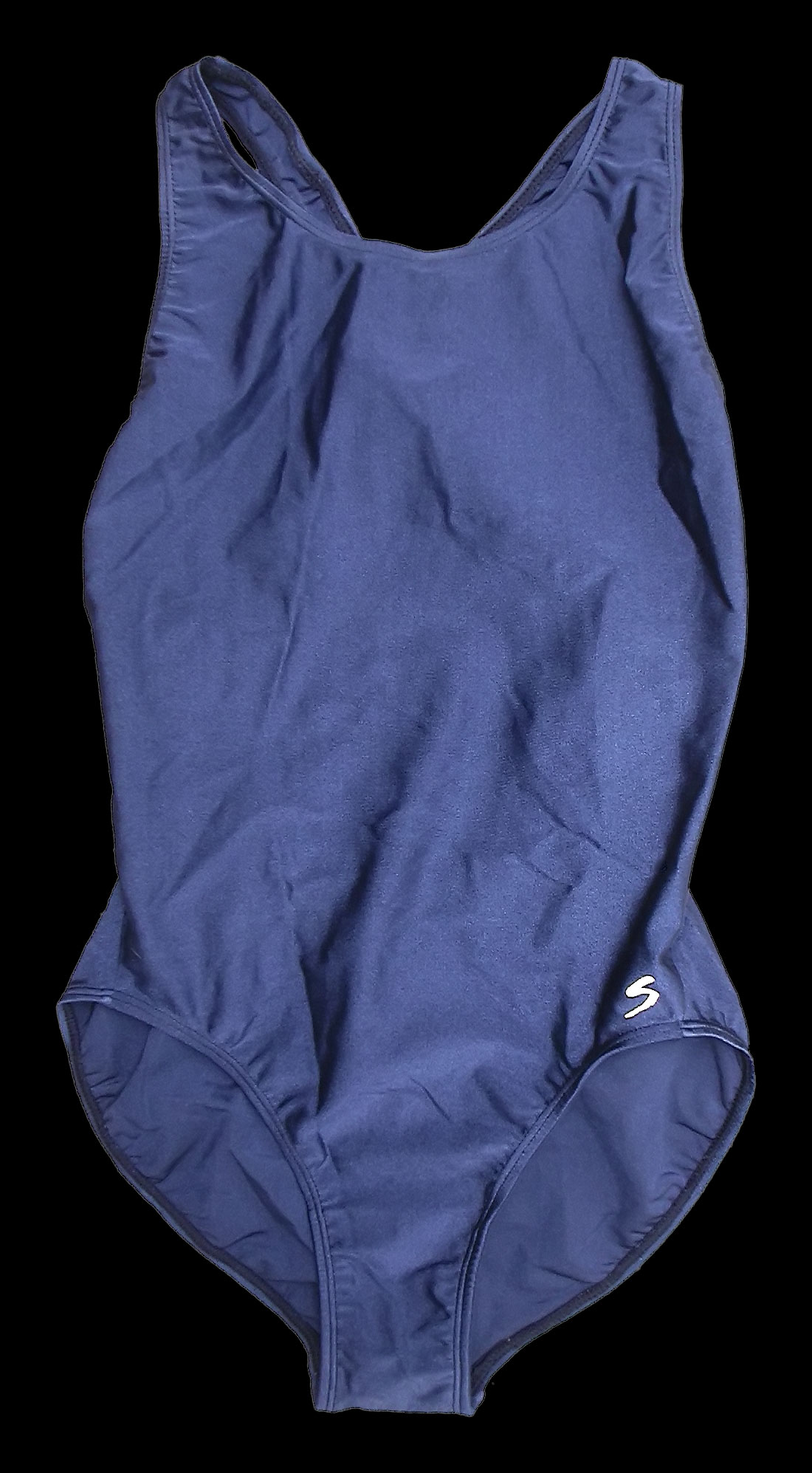
Costume da bagno contenente elastam

La fibra poliuretanica è caratterizzata da una mano che non la rende adatta ad essere utilizzata tale e quale, quindi è sempre utilizzata in accompagnamento nuda, oppure ricoperta (spiralatura) o scompigliata ad aria, con altre fibre continue o discontinue.
- Abbigliamento
  - tute per atletica, aerobica, ginnastica, ciclismo
  - mute da sub
  - costumi da bagno (piscina) e da mare
  - pantacollant
  - pantaloni da sci
  - jeans e tessuti elasticizzati in genere
  - maglieria
  - corsetteria
  - nastri elastici, pizzi e merletti
  - calze e collant
  - calzini
  - cinture
  - body per pattinaggio
- Applicazioni sanitarie
  - calze comprimenti per uso chirurgico
  - calze a compressione graduata
  - bende elastiche
  - pannolini
- Indumenti preformati come coppe dei reggiseno
- Arredamento
  - Copridivani
- Tovaglie

## Caratteristiche
Filato da copolimeri a blocchi con segmenti poliuretanici, di cui sfruttano l'elevata cristallinità e rigidità, e segmenti di glicoli polietilenici che conferiscono elasticità, questa fibra ha svariate caratteristiche che la fanno preferire alla gomma:
- può essere allungata fino al 500% senza rompersi;
- può subire vari cicli di allungamento e recuperare la lunghezza iniziale;
- è leggera;
- resiste all'abrasione;
- forza relativamente alta;
- è morbida, liscia e flessibile;
- resiste agli oli per il corpo, sudore, lozioni, detergenti;
- non ha problemi di elettricità statica;
- non fa "pallini" (pilling).

## Etichettatura tessile
Nell'etichettatura tessile italiana ha la sigla EAst.